# الكمان الأحمر (فلم)
الكمان الأحمر (بالإنجليزية: The Red Violin) هو فيلم دراما تم إنتاجه في كندا وإيطاليا وصدر في سنة 1998.

## بطولة
- صامويل جاكسون

### ترشيحات وجوائز
| السنة | الحدث  | الفئة               | النتيجة  |
| ----- | ------ | ------------------- | -------- |
|       | أوسكار | أفضل موسيقى تصويرية | فـــــوز |

## الميزانية والإيرادات
بلغت تكلفة إنتاج الفيلم حوالي 18 مليون دولار بينما حقق أرباحا تقدر بـ 9,495,408 ( and Canada) دولار.

## وصلات خارجية
- مقالات تستعمل روابط فنية بلا صلة مع ويكي بيانات